# Variabel zwemwormpje
Het variabel zwemwormpje (Nais variabilis) is een ringworm uit de familie van de Naididae. De wetenschappelijke naam van de soort is voor het eerst geldig gepubliceerd in 1906 door Piguet.